# Invermoriston
Invermoriston (Inbhir Mhoireastain, em gaélico) é uma pequena vila de onze quilômetros ao norte de Fort Augustus, nas Terras Altas, na Escócia.
A atração mais visitada da vila é a ponte Thomas Telford, construída em 1813, que atravessa as cataratas do rio Moriston.